# Società Ginnastica Fortitudo 1922-1923
Questa pagina raccoglie le informazioni riguardanti la Società Ginnastica Fortitudo nelle competizioni ufficiali della stagione 1922-1923.

## Rosa
| N. |                   | Ruolo | Calciatore           |
| -- | ----------------- | ----- | -------------------- |
|    | Italia (bandiera) | A     | Francesco Bolognesi  |
|    | Italia (bandiera) | D     | Giovanni Cherubini   |
|    | Italia (bandiera) | A     | De Maria             |
|    | Italia (bandiera) | A     | Fanti                |
|    | Italia (bandiera) | C     | Alfredo Fiorini (I)  |
|    | Italia (bandiera) | D     | Lorenzo Fiorini (II) |
|    | Italia (bandiera) | P     | Ercole Foschini      |

| N. |                   | Ruolo | Calciatore          |
| -- | ----------------- | ----- | ------------------- |
|    | Italia (bandiera) | D     | Ugo Giacometti      |
|    | Italia (bandiera) | D     | Lodovico Nardi      |
|    | Italia (bandiera) | A     | Pasquali            |
|    | Italia (bandiera) | D     | Ettore Pedretti     |
|    | Italia (bandiera) | D     | Giovanni Zanardelli |
|    | Italia (bandiera) | C     | Gualtiero Zucchini  |